# Cerapachys cribrinodis
Cerapachys cribrinodis é uma espécie de formiga do gênero Cerapachys.